# Sot del Peret

El Sot del Peret, respecte del terme de Castellcir

El Sot del Peret és un sot del terme municipal de Castellcir, a la comarca del Moianès.
És a la zona central-oriental del terme de Castellcir, en el vessant nord del Serrat Rodó, al nord-oest de l'Era d'en Coll i a l'esquerra del torrent de Centelles.

## Etimologia
Es tracta d'un topònim complex d'origen modern i de caràcter descriptiu, generat ja en català: és el sot on es trobava el tros que conreava el Peret, de Castellcir.